# Tobozgereben
A tobozgereben (Auriscalpium vulgare) az Auriscalpiaceae családba tartozó, Európában és Észak-Amerikában honos, fenyőtobozokon élő, nem ehető gombafaj. 

## Megjelenése
A tobozgereben kalapja 1-3 cm széles, felülről vese vagy majdnem kör alakú, szélesen domború vagy lapos. Felszíne szőrös, idősen lecsupaszodhat. Színe a világosbarnától a vörösbarnáig, esetenként a feketésbarnáig terjed. 
Hús kemény, vékony, színe fehéres vagy barnás. Íze kicsit kesernyés, szaga nem jellegzetes. 
Nem lefutó termőrétege sűrűn tüskés. A tüskék 1-3 mm hosszúak. Színük fiatalon fehér, később barnás.   
Tönkje 3-6 cm hosszú és 0,2-0,3 cm vastag. Alakja karcsú, excentrikusan kapcsolódik a kalaphoz. Felszíne szőrös, húsa szívós. Színe vörösbarna vagy sötétbarna. 
Spórapora fehér. Spórája széles-elliptikus vagy majdnem kerek, sima (éretten finoman tüskés lehet), amiloid, mérete 3,5-6 µm.

### Hasonló fajok
Tüskés termőrétege és élőhelye alapján biztosan azonosítható. 

## Elterjedése és termőhelye
Eurázsiában és Észak-Amerikában honos. Magyarországon gyakori.
Fenyvesekben él, ahol (főleg luc és erdeifenyő) lehullott, korhadó tobozokon él. Júliustól októberig terem. 

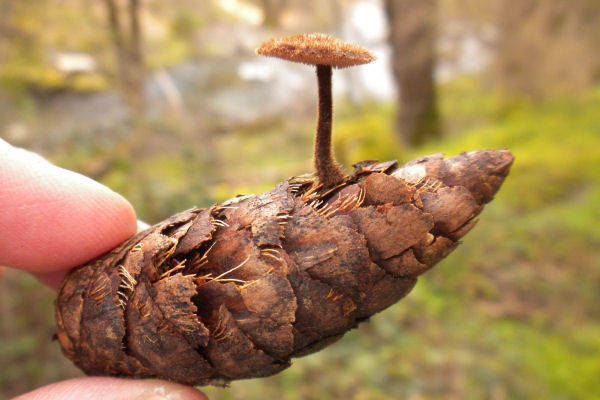
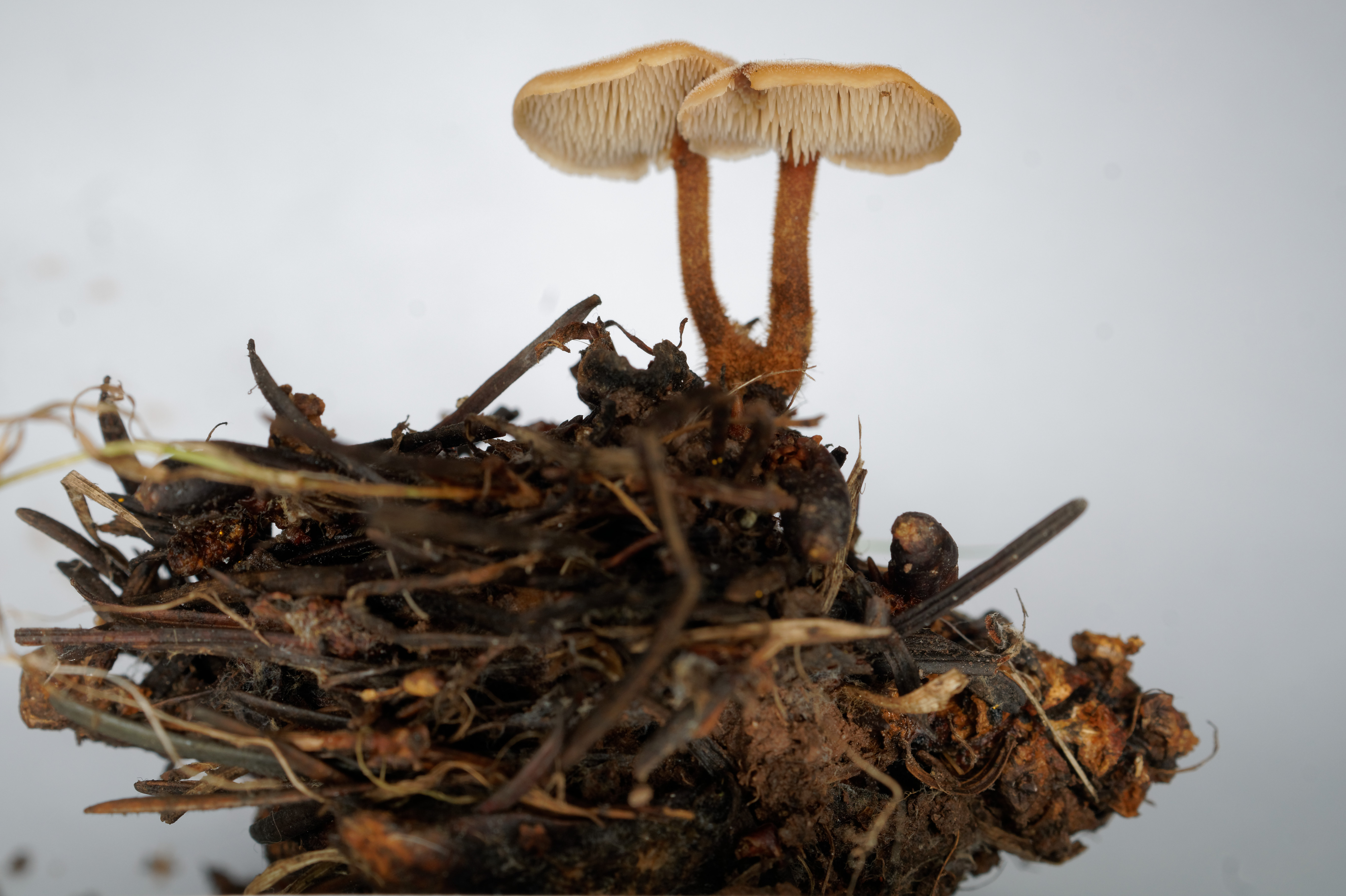
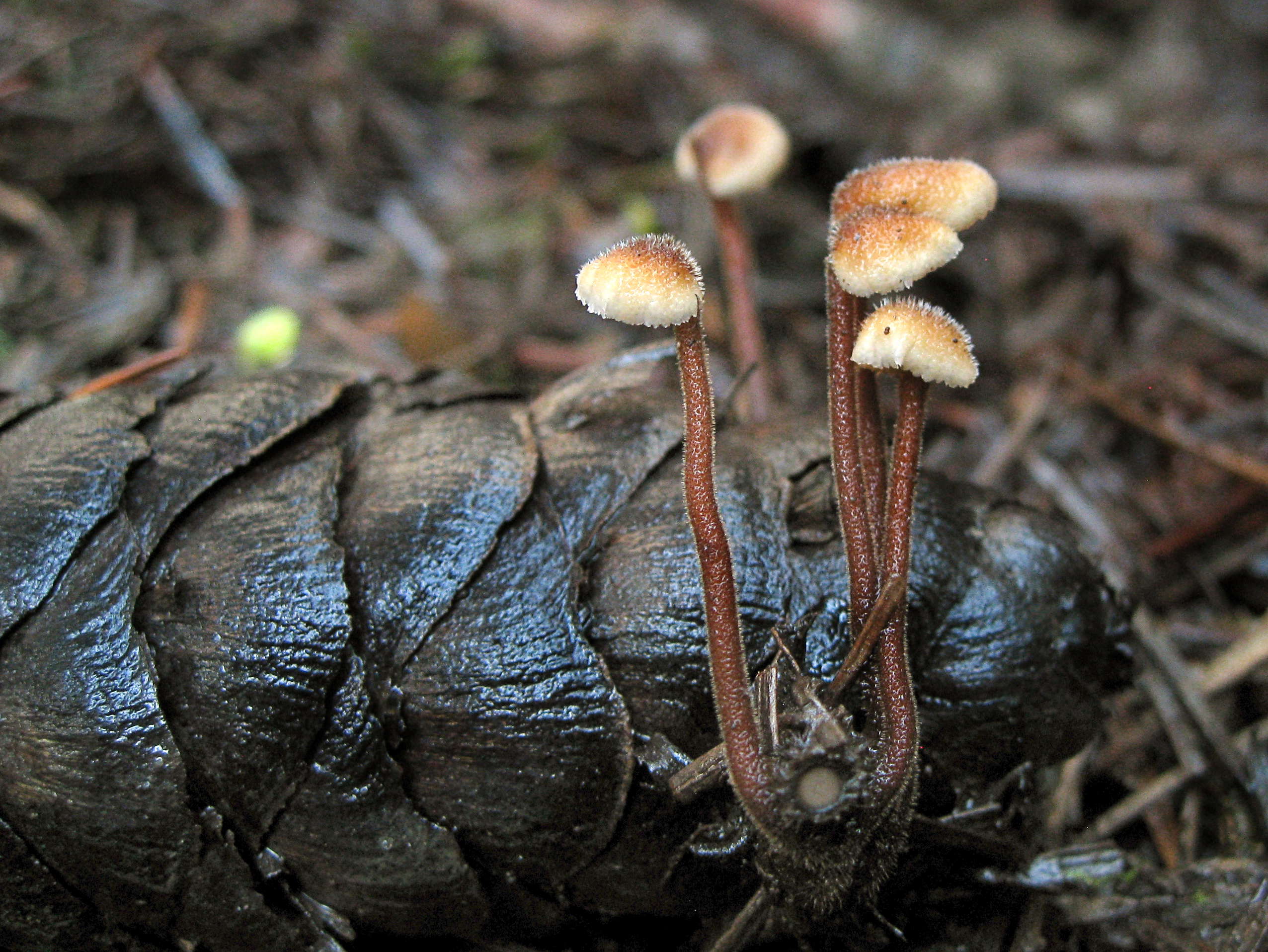
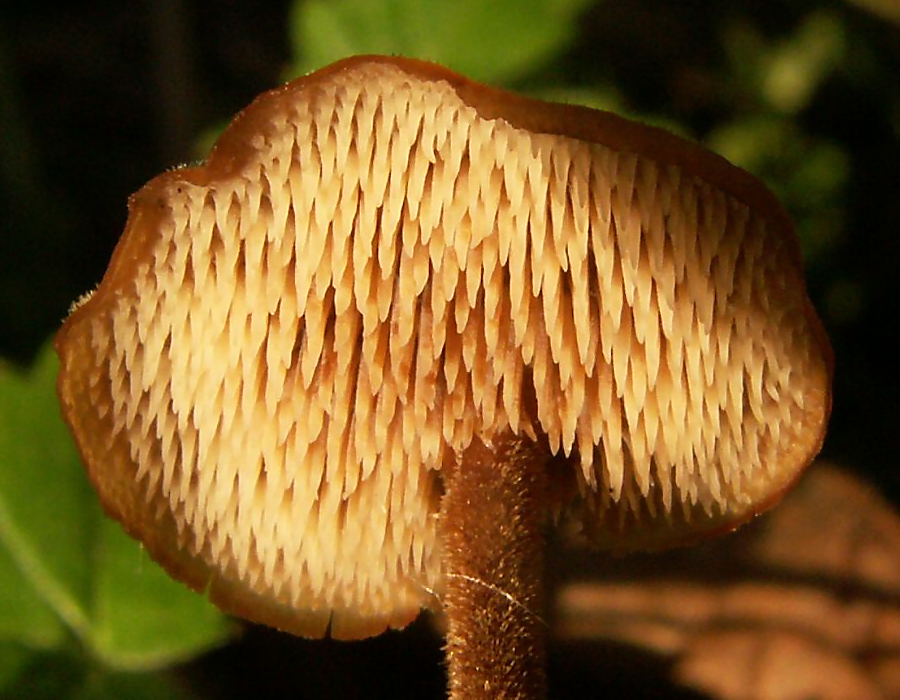
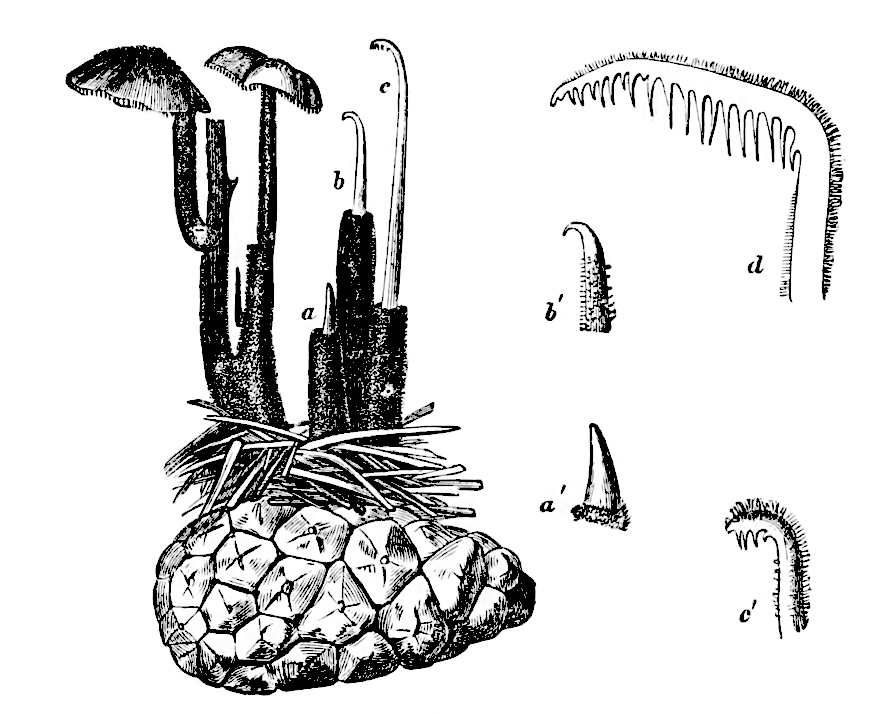

Nem ehető. 